# Nekrolog 1825
Nekrolog
◄◄
| ◄
| 1821
| 1822
| 1823
| 1824
| 1825 | 1826 | 1827 | 1828 | 1829 | ► | ►►
Weitere Ereignisse | Allgemeiner Nekrolog 1825
Die Beschreibung der verstorbenen Person sollte so kurz wie möglich gehalten sein und nur deren signifikante Tätigkeit(en) enthalten.
Neue Namen ggf. auch unter dem Geburts- und Sterbedatum, also etwa unter 1. Januar und im Geburts- und Sterbejahr (2024) eintragen (nur bei entsprechender großer Wichtigkeit). Für Beispiele siehe die schon vorhandenen Artikel.
Außerdem über die fünf zuletzt Verstorbenen, zu denen es einen ausreichend guten Artikel für eine Präsentation auf der Hauptseite gibt, nach der todesbedingten Überarbeitung der Artikel ggf. auch unter Wikipedia Diskussion:Hauptseite informieren und sie am besten auch in den anderen Wikipedia-Sprachversionen eintragen. Tipp: Regelmäßig bei news.google.de nach „ist tot“, „gestorben“ oder „verstorben“ suchen.
Wenn eine Person gestorben ist, gibt es viele Seiten zu dieser Person in der Wikipedia, die davon auch betroffen sind und entsprechend aktualisiert werden müssen. Beispiele: Namenübersichtsseite, Geburtsjahr, Geburtsort-Seiten und viele mehr.
Wie finde ich die betroffenen Seiten?
Im Suchfeld auf der linken Seite gibt man den Suchbegriff so ein: „Vorname Nachname“. Dann klickt man auf Volltext und alle Seiten mit entsprechendem Suchtext werden aufgerufen. Hier sieht man dann schnell, wo auch das Todesjahr Sinn macht oder sogar ein Teil des Artikels angepasst werden muss. Auch hilft das „Werkzeug“ auf der linken Seite sehr gut, um solche Seiten aufzufinden: „Links auf diese Seite“. Somit ist die Wikipedia wieder aktuell in allen Bereichen! Hinweis: bei Eintragung der Kategorie „Gestorben JAHR“ wird der Missbrauchsfilter 49 ausgelöst, was jedoch nicht schlimm ist. Siehe: Spezial:Missbrauchsfilter/49
Dies ist eine Liste von im Jahr 1825 verstorbenen bekannten Persönlichkeiten. Die Einträge erfolgen innerhalb der einzelnen Daten alphabetisch sortiert. Tiere sind im Nekrolog für Tiere zu finden.

## Januar
| Tag        | Name                                  | Beruf, bekannt als                                                                                 | Alter | Beleg |
| ---------- | ------------------------------------- | -------------------------------------------------------------------------------------------------- | ----- | ----- |
| 2. Januar  | Caspar Siegfried Gähler               | deutscher Verwaltungsjurist und Bürgermeister von Altona                                           | 77    |       |
| 4. Januar  | Ferdinand I.                          | König beider Sizilien (1815/16–1825), König von Neapel (1759–1806), König von Sizilien (1759–1815) | 73    |       |
| 4. Januar  | William Maclay                        | US-amerikanischer Politiker                                                                        | 59    |       |
| 4. Januar  | Magdalena Pauli                       | deutsche Philanthropin                                                                             | 67    |       |
| 5. Januar  | Albrecht Wilhelm von Pannwitz         | preußischer Landrat                                                                                | 70    |       |
| 5. Januar  | Christian Moritz Pauli                | deutscher Pädagoge und Sprachwissenschaftler                                                       | 39    |       |
| 5. Januar  | Joseph Benedikt von Thurn-Valsassina  | deutscher katholischer Geistlicher                                                                 | 80    |       |
| 7. Januar  | Johann Georg Stemmer                  | preußischer Landrat                                                                                | 60    |       |
| 8. Januar  | Eli Whitney                           | US-amerikanischer Erfinder und Fabrikant                                                           | 59    |       |
| 8. Januar  | Christian Heinrich Wolke              | deutscher Pädagoge der Aufklärung                                                                  | 83    |       |
| 10. Januar | Johann Christian Paulsen              | deutscher Forstmann                                                                                | 76    |       |
| 10. Januar | Engelhard Benjamin Schwickert         | deutscher Verleger                                                                                 | 83    |       |
| 11. Januar | Franz Otto von Kleist                 | preußischer Offizier und Träger des Ordens Pur le Mrite (Militärorden)                             | 53    |       |
| 11. Januar | Christian Friedrich Möller            | deutscher evangelischer Geistlicher, Schriftsteller und Historiker                                 | 61    |       |
| 12. Januar | Rudolf André                          | deutscher Landwirt                                                                                 | 32    |       |
| 14. Januar | George Dance der Jüngere              | britischer Architekt                                                                               | 83    |       |
| 14. Januar | Johann Martin Gehrig                  | deutscher römisch-katholischer Geistlicher                                                         | 56    |       |
| 14. Januar | Robert Goodloe Harper                 | US-amerikanischer Politiker                                                                        |       |       |
| 15. Januar | Peter Karl Wilhelm von Hohenthal      | Jurist und sächsischer Minister                                                                    | 70    |       |
| 15. Januar | Wenzel Joseph zu Leiningen-Heidesheim | Reichsgraf, badischer Standesherr                                                                  | 86    |       |
| 15. Januar | Heinrich Reinhold                     | deutscher Maler und Kupferstecher                                                                  | 36    |       |
| 17. Januar | Louis Alexandre d’Albignac            | französischer General                                                                              | 85    |       |
| 17. Januar | Johann Jacob Bindheim                 | deutscher Chemiker                                                                                 | 84    |       |
| 18. Januar | Johann Peter von Feuerbach            | deutscher politischer Beamter                                                                      | 63    |       |
| 18. Januar | Placidus Heinrich                     | deutscher Benediktinermönch und Naturforscher                                                      | 66    |       |
| 19. Januar | Isaac Salomon Anspach                 | Schweizer evangelischer Geistlicher und Politiker                                                  | 78    |       |
| 20. Januar | Friedrich Wilhelm Bollinger           | deutscher Kupferstecher                                                                            | 47    |       |
| 20. Januar | Christian Friedrich August von Meding | Erblandmarschall im Fürstentum Lüneburg und Heraldiker                                             | 89    |       |
| 20. Januar | Johann Andreas von Traitteur          | deutscher Ingenieur                                                                                | 72    |       |
| 21. Januar | Sophie Wilhelmine Mosewius            | deutsche Sängerin                                                                                  | 34    |       |
| 23. Januar | Johann Carl Friedrich Leune           | deutscher Mediziner                                                                                | 68    |       |
| 25. Januar | Hermann Royaards                      | niederländischer reformierter Theologe                                                             | 71    |       |
| 25. Januar | Johann Kaspar Ruef                    | deutscher Jurist und Bibliothekar                                                                  | 77    |       |
| 26. Januar | Johann Gottfried Bornmann             | deutscher evangelischer Geistlicher und Heimatforscher                                             | 58    |       |
| 27. Januar | Georg Johann Abraham Berwald          | deutscher Fagottist und Geiger                                                                     | 66    |       |
| 27. Januar | August Ferdinand Ludwig Dörffurt      | deutscher Apotheker und Bürgermeister von Wittenberg                                               | 57    |       |
| 27. Januar | Johann Daniel Sander                  | Lehrer, Privatgelehrter, Buchhändler, Verleger, Komponist und Gegner der Romantik                  | 65    |       |
| 28. Januar | Giuseppe Carpani                      | italienischer Schriftsteller, Kunsttheoretiker und Biograph                                        | 73    |       |
| 28. Januar | Louise von Holtei                     | österreichische Theaterschauspielerin                                                              | 24    |       |
| 28. Januar | Johann Ludwig Klohss                  | deutscher Mediziner                                                                                | 54    |       |
| 31. Januar | Johann August Nahl der Jüngere        | deutscher Maler                                                                                    | 73    |       |
| 31. Januar | Johann Friedrich Neidhart             | deutscher Pädagoge und Schulleiter                                                                 | 80    |       |
| 31. Januar | Johann Theodor Reinke                 | deutscher Ingenieur                                                                                | 75    |       |

## Februar
| Tag         | Name                                    | Beruf, bekannt als | Alter | Beleg |
| ----------- | --------------------------------------- | --- | ----- | ----- |
| 1. Februar  | Meinard Tydeman der Ältere              | niederländischer Rechtswissenschaftler und Historiker                                                                           | 83    |       |
| 2. Februar  | Abraham Aaron                           | deutscher Medailleur und Stempelschneider                                                                                       |       |       |
| 2. Februar  | Ernst Koch                              | deutsch-österreichischer klassizistischer Architekt                                                                             |       |       |
| 3. Februar  | Henric Schartau                         | schwedischer Pastor, Prediger und Initiator einer schwedischen Erweckungsbewegung, des sog. Schartauanismus                     | 67    |       |
| 4. Februar  | Carl Friedrich Wilhelm Berg             | deutscher Landwirt | 31    |       |
| 4. Februar  | André Guilloteau de Grandeffe           | Graf von Grandeffe und Villedieu, sowie Herr von Montusson und Morlaises                                                        |       |       |
| 4. Februar  | Bernhard Friedrich Kuhn                 | Schweizer Politiker |       |       |
| 4. Februar  | Carl Günther von Schwarzburg-Rudolstadt | deutscher Polizeidirektor | 53    |       |
| 5. Februar  | Pierre Gaveaux                          | französischer Sänger und Komponist                                                                                              | 64    |       |
| 5. Februar  | Justus Henry Christian Helmuth          | lutherischer Kirchenpräsident in den USA                                                                                        | 79    |       |
| 6. Februar  | John Connolly                           | römisch-katholischer Ordensgeistlicher, Bischof von New York                                                                    |       |       |
| 6. Februar  | William Eustis                          | US-amerikanischer Politiker | 71    |       |
| 6. Februar  | Sigmund Otto Joseph von Treskow         | Unternehmer und Gutsbesitzer | 68    |       |
| 7. Februar  | Franz Xaver Amand Berghofer             | österreichischer Schriftsteller, Pädagoge, Philosoph                                                                            | 79    |       |
| 9. Februar  | Karl Friedrich August von Dalwigk       | nassauischer Oberappellationsgerichtspräsident                                                                                  | 63    |       |
| 9. Februar  | Karl Christian Klein                    | württembergischer Leibchirurg und Hofmedicus                                                                                    | 53    |       |
| 10. Februar | Johann Wilhelm Ludwig von Podewils      | preußischer Landrat | 62    |       |
| 11. Februar | Johann Georg Arnold von Brokes          | Jurist und Ratsherr der Hansestadt Lübeck                                                                                       | 51    |       |
| 11. Februar | Friedrich IV.                           | Herzog von Sachsen-Gotha und Altenburg (1822–1825)                                                                              | 50    |       |
| 11. Februar | Franz Peter Nick                        | deutscher katholischer Geistlicher und Hochschullehrer                                                                          | 52    |       |
| 11. Februar | Raiden Tameemon                         | japanischer Sumōringer der Edo-Zeit                                                                                             | 58    |       |
| 12. Februar | Aloys Joseph Adam                       | deutscher Jurist | 61    |       |
| 12. Februar | Friedrich Meisner                       | deutscher Pädagoge und Naturforscher                                                                                            | 60    |       |
| 13. Februar | Ferdinand Kunz                          | deutscher Hochschullehrer | 69    |       |
| 14. Februar | Karl von Breitenstern                   | deutscher Jurist, Bürgermeister von Wismar                                                                                      | 47    |       |
| 14. Februar | Robert Lindet                           | Politiker während der Französischen Revolution                                                                                  | 78    |       |
| 14. Februar | Georg Samuel Albert Mellin              | deutscher reformierter Pfarrer und Philosoph                                                                                    | 69    |       |
| 14. Februar | Ernst Wilhelm Leopold von Sommerfeld    | preußischer Capitain, Landrat und Landschaftsdirektor                                                                           | 66    |       |
| 15. Februar | Rutger Jan Schimmelpenninck             | niederländischer Diplomat und Staatsmann                                                                                        | 63    |       |
| 15. Februar | Martin Ernst von Schlieffen             | deutscher General, Politiker, Schriftsteller und Gartenarchitekt                                                                | 92    |       |
| 16. Februar | Georg Gerson                            | dänischer Komponist | 34    |       |
| 17. Februar | Maria Angela Ardinghelli                | italienische Naturwissenschaftlerin und Übersetzerin                                                                            | 96    |       |
| 17. Februar | Julien Marie Cosmao-Kerjulien           | französischer Admiral | 63    |       |
| 17. Februar | Johann Friedrich Gotthard Krause        | deutscher Pfarrer | 78    |       |
| 18. Februar | Pierre-François Percy                   | französischer Chirurg und Militärarzt                                                                                           | 70    |       |
| 19. Februar | Francisco de Eliza                      | spanischer Seefahrer und Entdecker                                                                                              |       |       |
| 19. Februar | John Hathorn                            | US-amerikanischer Politiker | 76    |       |
| 20. Februar | Franz Xaver Hochbichler                 | österreichischer römisch-katholischer Geistlicher                                                                               | 91    |       |
| 21. Februar | Johann Erdwin Christoph Ebermaier       | deutscher Mediziner und Botaniker                                                                                               | 55    |       |
| 21. Februar | Georg Anton Christoph Scheffler         | deutscher Pädagoge und Philologe                                                                                                | 62    |       |
| 22. Februar | Eleanor Anne Porden                     | englische Dichterin | 29    |       |
| 23. Februar | Christian Friedrich Georg Berwald       | schwedischer Geiger und Musikpädagoge                                                                                           | 84    |       |
| 24. Februar | Thomas Bowdler                          | englischer Arzt, der eine nach moralischen Zensurkriterien bereinigte Ausgabe der Werke von William Shakespeare veröffentlichte | 70    |       |
| 24. Februar | Johann Simon Buchholz                   | deutscher Orgelbauer | 66    |       |
| 24. Februar | Johann Peter Eichhoff                   | Aufklärer und Publizist | 69    |       |
| 25. Februar | Black Jack                              | Aborigine und Kämpfer gegen die britischen Kolonisation                                                                         |       |       |
| 25. Februar | Johann Jakob Mettenleiter               | deutscher Maler, Zeichner und Radierer                                                                                          | 74    |       |
| 25. Februar | Musquito                                | Aborigine und Kämpfer gegen die britischen Kolonisation                                                                         |       |       |
| 25. Februar | Utagawa Toyokuni                        | Meister des japanischen Holzschnitts (Ukiyo-e)                                                                                  |       |       |
| 28. Februar | Grace Kennedy                           | schottische Schriftstellerin |       |       |
| 28. Februar | Willibrord van Os                       | altkatholischer Erzbischof von Utrecht                                                                                          | 81    |       |
| 28. Februar | Francesc Queralt                        | katalanischer Kapellmeister und Komponist                                                                                       |       |       |

## März
| Tag      | Name                                | Beruf, bekannt als                                               | Alter | Beleg |
| -------- | ----------------------------------- | ---------------------------------------------------------------- | ----- | ----- |
| 1. März  | John Brooks                         | US-amerikanischer Politiker                                      | 72    |       |
| 2. März  | Philipp Jakob Treu                  | Schweizer Notar, Bildhauer und Medailleur                        | 63    |       |
| 4. März  | Joachim Gottfried Danckwardt        | deutscher Theologe                                               | 65    |       |
| 6. März  | Étienne Molard                      | französischer, Romanist, Sprachpurist und Lexikograf             | 63    |       |
| 6. März  | Gertrude de Pélichy                 | flämische Malerin                                                |       |       |
| 7. März  | Andrew Allen                        | britischer Politiker im kolonialen Nordamerika                   | 84    |       |
| 7. März  | Carl Friedrich Reichhelm            | deutscher evangelischer Geistlicher                              | 76    |       |
| 8. März  | Peter Elmsley                       | britischer Klassischer Philologe und Kirchenhistoriker           |       |       |
| 9. März  | Anna Laetitia Barbauld              | englische Autorin                                                | 81    |       |
| 9. März  | Joseph Albrecht von Ittner          | deutscher Schriftsteller, Jurist und Diplomat                    | 71    |       |
| 10. März | José de Bustamante y Guerra         | spanischer Politiker                                             | 65    |       |
| 10. März | Johann Joseph Kausch                | schlesischer Mediziner und Schriftsteller                        | 73    |       |
| 10. März | Carl Brandan Mollweide              | deutscher Mathematiker und Astronom                              | 51    |       |
| 11. März | Friedrich Metzler                   | deutscher Bankier und Mäzen                                      | 75    |       |
| 11. März | Johanne Karoline Wilhelmine Spazier | deutsche Dichterin und Schriftstellerin                          | 48    |       |
| 11. März | Johann Georg Trendelenburg          | deutscher Philologe und Senator der Stadt Danzig                 | 68    |       |
| 18. März | Friedrich Leopold von Kircheisen    | preußischer Jurist und Minister                                  | 75    |       |
| 18. März | Ferdinand von Lüninck               | Fürstbischof von Corvey und Bischof von Münster                  | 70    |       |
| 19. März | Joseph Alois Rink                   | Historiker und katholisch-theologischer Schriftsteller           | 69    |       |
| 20. März | Thomas Forrest                      | US-amerikanischer Politiker                                      |       |       |
| 22. März | Jakob Aders                         | deutscher Bürgermeister, Banker und Sozialreformer               | 56    |       |
| 23. März | Anton Bach                          | deutscher Geistlicher                                            |       |       |
| 25. März | Raphaelle Peale                     | US-amerikanischer Stilllebenmaler                                | 51    |       |
| 26. März | Jean Vincent Félix Lamouroux        | französischer Botaniker und Zoologe                              | 45    |       |
| 27. März | Antoine Fabre d’Olivet              | französischer Schriftsteller und Theosoph                        | 57    |       |
| 28. März | John George Jackson                 | US-amerikanischer Jurist und Politiker                           | 47    |       |
| 29. März | Johannes Amon                       | deutscher Komponist und Musikverleger                            | 61    |       |
| 29. März | Marie-Emmanuelle Bayon Louis        | französische Komponistin, Pianistin, Salonnières                 |       |       |
| 29. März | Return Jonathan Meigs junior        | US-amerikanischer Politiker (Ohio)                               | 60    |       |
| 30. März | Gabriel de Hédouville               | französischer Divisionsgeneral der Kavallerie und Politiker      | 69    |       |
| März     | Jean Baptiste Coupienne             | deutscher Lederfabrikant und Munizipalrat in Mülheim an der Ruhr |       |       |

## April
| Tag       | Name                                   | Beruf, bekannt als                                                                         | Alter | Beleg |
| --------- | -------------------------------------- | ------------------------------------------------------------------------------------------ | ----- | ----- |
| 1. April  | Georg Wilhelm Freyreiss                | deutscher Forschungsreisender und Naturkundler                                             | 35    |       |
| 2. April  | Georg Matthias Burger                  | deutscher Uhrmacher                                                                        | 75    |       |
| 3. April  | Otto von Loeben                        | deutscher Schriftsteller und Dichter der deutschen Romantik                                | 38    |       |
| 4. April  | Karl Ludwig                            | Fürst des Hauses Hohenlohe-Langenburg                                                      | 62    |       |
| 4. April  | August Leberecht Schönberg             | deutscher Kaufmann                                                                         | 63    |       |
| 5. April  | Feliks Łukasz Lewiński                 | polnischer Geistlicher und katholischer Bischof                                            | 73    |       |
| 5. April  | Sergei Nikolajewitsch Titow            | russischer Komponist                                                                       |       |       |
| 6. April  | Luise von Sachsen-Hildburghausen       | Prinzessin von Sachsen-Hildburghausen, Herzogin von Nassau                                 | 31    |       |
| 7. April  | Giuseppe Saverio Poli                  | italienischer Physiker und Naturforscher                                                   | 78    |       |
| 7. April  | Konrad Tanner                          | Abt von Kloster Einsiedeln                                                                 | 72    |       |
| 8. April  | Henry Bradley                          | US-amerikanischer Politiker                                                                |       |       |
| 10. April | Casimir Ulrich Boehlendorff            | Schriftsteller, Dichter und Historiker                                                     |       |       |
| 10. April | Paul-Louis Courier                     | französischer Autor von Texten zur Antike sowie zu politischen Themen                      | 53    |       |
| 13. April | Joseph Gelinek                         | böhmisch-österreichischer Komponist und Pianist                                            | 66    |       |
| 13. April | Christoph Casimir Lerche               | Generalstabsarzt und Leibarzt des russischen Kaisers Alexander I.                          | 75    |       |
| 14. April | Joseph Dickson                         | US-amerikanischer Politiker                                                                |       |       |
| 15. April | François Antoine Henri Descroizilles   | französischer Chemiker                                                                     | 73    |       |
| 16. April | Johann Heinrich Füssli                 | schweizerisch-englischer Maler und Publizist                                               | 84    |       |
| 17. April | Aloys Brockhoff                        | deutscher Kanoniker, Priester, Offizial des Stiftes Essen                                  | 85    |       |
| 17. April | Heinrich Günther von Witzleben         | preußischer Generalmajor und zuletzt Inspekteur der Garde-, Garnisonstruppen und Invaliden | 69    |       |
| 18. April | Adeodatus Babik                        | erster Generalabt der Mechitaristen in Wien                                                | 86    |       |
| 18. April | Wladimir Lukitsch Borowikowski         | russischer Maler                                                                           | 67    |       |
| 18. April | Johann Spieker                         | Pfarrer und reformierter Theologe                                                          | 69    |       |
| 19. April | Marc-Auguste Pictet                    | Schweizer Naturwissenschaftler                                                             | 72    |       |
| 19. April | Heinrich Ernst von Schönburg-Rochsburg | deutscher Landwirt und Schafzüchter                                                        | 64    |       |
| 20. April | Johann Michael Schiller                | deutscher Apotheker, Chemiker und Autor                                                    | 61    |       |
| 21. April | Johann Friedrich Pfaff                 | deutscher Mathematiker                                                                     | 59    |       |
| 22. April | Sigismund Ernst Hohenwart              | österreichischer katholischer Geistlicher, Bischof von Linz                                | 79    |       |
| 23. April | Maler Müller                           | deutscher Maler, Kupferstecher und Dichter des Sturm und Drang                             | 76    |       |
| 24. April | Petrus Pustet                          | Bischof von Eichstätt                                                                      | 61    |       |
| 25. April | Samuel Taggart                         | US-amerikanischer Politiker                                                                | 71    |       |
| 26. April | Conrad Anton Zwierlein                 | deutscher Mediziner                                                                        | 69    |       |
| 27. April | Dominique-Vivant Denon                 | französischer Maler, Schriftsteller, Diplomat und Kunstsammler                             | 78    |       |
| 29. April | José Cienfuegos                        | Gouverneur von Kuba                                                                        |       |       |
| 30. April | Christian Genersich                    | deutscher evangelischer Geistlicher und Heimatkundler                                      | 66    |       |
| 30. April | William McIntosh                       | Häuptling der Muskogee, Unterzeichner des Vertrags von Indian Springs                      |       |       |

## Mai
| Tag     | Name                           | Beruf, bekannt als                                                                              | Alter | Beleg |
| ------- | ------------------------------ | ----------------------------------------------------------------------------------------------- | ----- | ----- |
| 1. Mai  | Friedrich August Crome         | deutscher lutherischer Theologe                                                                 | 68    |       |
| 2. Mai  | Adam Seybert                   | US-amerikanischer Politiker                                                                     | 51    |       |
| 3. Mai  | Johann Friedrich Nagel         | sächsischer Maler                                                                               | 59    |       |
| 4. Mai  | Amasa Learned                  | US-amerikanischer Politiker                                                                     | 74    |       |
| 6. Mai  | Anne Barnard                   | schottische Schriftstellerin und Künstlerin                                                     | 74    |       |
| 7. Mai  | Sigismund von Rumling          | deutscher Komponist und Intendant                                                               |       |       |
| 7. Mai  | Antonio Salieri                | Komponist, Kapellmeister und Musikpädagoge                                                      | 74    |       |
| 8. Mai  | Santorre di Santarosa          | piemontesischer Offizier und Revolutionär                                                       | 41    |       |
| 9. Mai  | Gotthilf Samuel Hecker         | deutscher Lehrer und Geistlicher                                                                | 72    |       |
| 9. Mai  | Alexander Fjodorowitsch Labsin | russischer Schriftsteller, Mystiker, Freimaurer, Übersetzer und Herausgeber des Sionski Westnik | 59    |       |
| 10. Mai | Johann Gabriel von Chasteler   | österreichischer General und Ingenieuroffizier                                                  | 62    |       |
| 15. Mai | Johann Gottfried Kneschke      | deutscher Pädagoge                                                                              | 58    |       |
| 15. Mai | Ernst Julius Walch             | deutscher evangelischer Geistlicher und Pädagoge                                                | 73    |       |
| 17. Mai | Stanislao Mattei               | italienischer Komponist und Musiktheoretiker                                                    | 75    |       |
| 18. Mai | Friedrich Ernst Carl Mereau    | deutscher Rechtslehrer und Richter                                                              | 60    |       |
| 19. Mai | Pierre Joseph Habert           | französischer Divisionsgeneral der Infanterie                                                   | 51    |       |
| 19. Mai | Henri de Saint-Simon           | Aristokrat, Offizier im Amerikanischen Unabhängigkeitskrieg, Ideologe und Publizist             | 64    |       |
| 20. Mai | Grigorios Dikeos               | griechischer Freiheitskämpfer                                                                   |       |       |
| 20. Mai | Pieros Voidis                  | griechischer Freiheitskämpfer                                                                   |       |       |
| 21. Mai | Sophie von Coudenhoven         | deutsche Adlige                                                                                 | 78    |       |
| 21. Mai | Stepan Iwanowitsch Dawydow     | russischer Komponist                                                                            | 48    |       |
| 22. Mai | Laskarina Bouboulina           | griechische Unabhängigkeitskämpferin                                                            | 54    |       |
| 22. Mai | Domenico Corri                 | italienischer Komponist                                                                         | 78    |       |
| 22. Mai | Johann Heinrich Meynier        | deutscher Universitätslektor, Pädagoge, Jugendschriftsteller, Romanist und Lexikograf           | 61    |       |
| 23. Mai | Gustav Reinhold Nyländer       | estnischer Missionar und Afrikanist                                                             |       |       |
| 30. Mai | Johann Ernst Fabri             | Schriftsteller, Geograph                                                                        | 69    |       |
| 31. Mai | Robert Burton                  | US-amerikanischer Politiker                                                                     | 77    |       |
| 31. Mai | George Chalmers                | englischer politischer Schriftsteller                                                           |       |       |

## Juni
| Tag      | Name                                       | Beruf, bekannt als                                                             | Alter | Beleg |
| -------- | ------------------------------------------ | ------------------------------------------------------------------------------ | ----- | ----- |
| 1. Juni  | Friedrich Samuel Gerstäcker                | deutscher Opernsänger (Tenor)                                                  | 36    |       |
| 2. Juni  | Karl Wilhelm Salice-Contessa               | schlesischer Dichter der Romantik                                              | 47    |       |
| 3. Juni  | Thomas Martyn                              | britischer Botaniker                                                           | 89    |       |
| 3. Juni  | Thomas Wynns                               | US-amerikanischer Politiker                                                    |       |       |
| 4. Juni  | John Adam                                  | britischer Beamter und interimistischer Generalgouverneur von Fort William     | 46    |       |
| 4. Juni  | Johann Balthasar Gerhauser                 | deutscher Theologe und Hochschullehrer                                         | 58    |       |
| 5. Juni  | Odysseas Androutsos                        | griechischer Freiheitskämpfer                                                  |       |       |
| 5. Juni  | Ferdinand von Bubna und Littitz            | österreichischer Feldmarschallleutnant                                         | 56    |       |
| 7. Juni  | Karl Gottlob Hausius                       | deutscher evangelischer Geistlicher und Schriftsteller                         | 71    |       |
| 8. Juni  | Benedict Christian Vogel                   | deutscher Mediziner, Botaniker und Hochschullehrer                             | 80    |       |
| 9. Juni  | Pauline Bonaparte                          | Herzogin von Parma                                                             | 44    |       |
| 10. Juni | Bernhard Klefeker                          | evangelisch-lutherischer Theologe, Hamburger Hauptpastor                       | 65    |       |
| 10. Juni | Toribio Rodríguez de Mendoza               | Vordenker der peruanischen Unabhängigkeit                                      | 75    |       |
| 11. Juni | Daniel D. Tompkins                         | US-amerikanischer Politiker                                                    | 50    |       |
| 11. Juni | Peter Villaume                             | deutscher Theologe und Pädagoge                                                | 78    |       |
| 12. Juni | Arnold Mallinckrodt                        | deutscher Schriftsteller, Verleger und Publizist                               | 57    |       |
| 13. Juni | Johann Peter Melchior                      | deutscher Bildhauer und Porzellandesigner                                      | 78    |       |
| 14. Juni | Pierre L’Enfant                            | französischer Künstler und Wissenschaftler, Stadtplaner von Washington D. C.   | 70    |       |
| 14. Juni | Johann Christian Wagner                    | deutscher Jurist                                                               | 77    |       |
| 15. Juni | Johann Friedrich Ebner                     | deutscher Verleger                                                             |       |       |
| 17. Juni | Joseph Barbaczy                            | österreichischer Generalmajor                                                  |       |       |
| 17. Juni | Anselm Karl Elwert                         | hessischer Land- und Regierungsrat                                             | 64    |       |
| 17. Juni | Helias Meder                               | reformierter Theologe                                                          | 64    |       |
| 19. Juni | Ludwig Friedrich Günther Andreas von Jagow | königlich preußischer Generalmajor und langjähriger Generaladjutant des Königs | 55    |       |
| 21. Juni | Johann Friedrich Facius                    | deutscher Pädagoge und Altphilologe                                            | 75    |       |
| 21. Juni | Adolf von Hake                             | General der Infanterie                                                         | 77    |       |
| 22. Juni | Johann Karl Burckhardt                     | deutscher Astronom                                                             | 52    |       |
| 25. Juni | Friedrich Carl von Ahlefeldt               | Leutnant und General                                                           | 82    |       |
| 27. Juni | Heinrich Wilhelm Lawätz                    | deutscher Dramatiker, Lyriker, Syndikus des Klosters Uetersen und Justizrat    | 77    |       |
| 27. Juni | Edward Pigott                              | britischer Astronom                                                            |       |       |
| 28. Juni | Matthias Tendler                           | österreichischer Holzschnitzer, Mechaniker, Erfinder und Schausteller          | 72    |       |
| 29. Juni | Carlo Zen                                  | italienischer Kurienbischof der römisch-katholischen Kirche                    | 52    |       |
| 30. Juni | Friedrich Wilhelm Hemprich                 | preußischer Naturforscher, Zoologe und Arzt                                    | 29    |       |

## Juli
| Tag      | Name                              | Beruf, bekannt als                                                                  | Alter | Beleg |
| -------- | --------------------------------- | ----------------------------------------------------------------------------------- | ----- | ----- |
| 1. Juli  | Wilhelm Mercy                     | katholischer Theologe                                                               | 72    |       |
| 3. Juli  | Johannes Bering                   | deutscher Philosoph                                                                 | 76    |       |
| 3. Juli  | Johann Friedrich Christian Spener | Rat an der Märkischen Kriegs- und Domänenkammer in Hamm und Bürgermeister (ab 1809) | 64    |       |
| 6. Juli  | Frederik von Haxthausen           | norwegisch-dänischer Offizier, erster Regierungschef und Finanzminister Norwegens   | 74    |       |
| 8. Juli  | Edme Aimé Lucotte                 | französischer Divisionsgeneral                                                      | 54    |       |
| 9. Juli  | Hartmann Witwer                   | österreichischer Bildhauer in Lemberg                                               |       |       |
| 10. Juli | Ludwig Fischer                    | deutscher Opernsänger                                                               | 79    |       |
| 10. Juli | Anton von Hardenberg              | deutscher Politiker und Dichter                                                     | 43    |       |
| 10. Juli | Andreas Joseph Schnaubert         | deutscher Rechtswissenschaftler                                                     | 74    |       |
| 12. Juli | Dorothea Schlözer                 | deutsche Philosophin                                                                | 54    |       |
| 19. Juli | Ludwig Wilhelm Zimmermann         | deutscher Chemiker, Mineraloge und Hochschullehrer                                  | 44    |       |
| 26. Juli | Heinrich Christoph Jussow         | deutscher Architekt und Gartengestalter                                             | 70    |       |
| 27. Juli | Jakob Ludwig Salomon Bartholdy    | preußischer Diplomat                                                                | 46    |       |
| 27. Juli | Claude Fournier                   | französischer Revolutionär                                                          | 79    |       |
| 27. Juli | Jean-Baptiste Godart              | französischer Entomologe, spezialisiert auf Schmetterlinge                          | 49    |       |
| 28. Juli | Johann Philipp Wolff              | deutscher Mediziner, Arzt in Schweinfurt                                            | 78    |       |
| 30. Juli | William Craven, 1. Earl of Craven | britischer Peer, General und Politiker                                              | 54    |       |

## August
| Tag        | Name                                                | Beruf, bekannt als                                                                          | Alter | Beleg |
| ---------- | --------------------------------------------------- | ------------------------------------------------------------------------------------------- | ----- | ----- |
| 1. August  | Georg Gröning                                       | Bremer Ratsherr, Senator und Bürgermeister                                                  | 79    |       |
| 3. August  | Friedrich Karl zu Löwenstein-Wertheim-Freudenberg   | deutscher Fürst                                                                             | 82    |       |
| 4. August  | Frederick Bates                                     | US-amerikanischer Politiker, Gouverneur von Missouri                                        | 48    |       |
| 5. August  | Theresius von Seckendorf-Aberdar                    | deutscher Biograf, Romanist, Hispanist und Lexikograf                                       | 66    |       |
| 9. August  | Benjamin Friedrich Haakh                            | deutscher Advokat und Politiker                                                             | 47    |       |
| 11. August | Hans Graf von Bülow                                 | deutscher Staatsmann                                                                        | 51    |       |
| 11. August | Franz Egon von Fürstenberg                          | Fürstbischof von Paderborn und Hildesheim                                                   | 88    |       |
| 12. August | Magdalene Sophie Buchholm                           | norwegische Lyrikerin                                                                       | 67    |       |
| 14. August | Anthony Boldewijn Gijsbert van Dedem van den Gelder | niederländischer General in französischen Diensten                                          | 50    |       |
| 15. August | George Outlaw                                       | US-amerikanischer Politiker                                                                 |       |       |
| 16. August | Charles Cotesworth Pinckney                         | US-amerikanischer Jurist, Oberst und Politiker                                              | 79    |       |
| 17. August | Raynor Taylor                                       | englischer Komponist, Organist und Musikpädagoge                                            |       |       |
| 17. August | Johann Jacob Heinrich Westphal                      | deutscher Organist, Lehrer und Musiksammler                                                 | 69    |       |
| 19. August | Johann Magnus von Baer                              | deutschbaltischer Politiker                                                                 | 60    |       |
| 21. August | George Stern                                        | deutscher Landrat                                                                           |       |       |
| 21. August | Jakob Christoph Ziegler                             | Schweizer Kaufmann, Söldner in niederländischen Diensten und Kolonialbeamter auf Sumatra    | 34    |       |
| 25. August | Clemens Philippart                                  | deutscher Maler und Zeichner                                                                |       |       |
| 25. August | Jacques Louis de Bournon                            | französischer Mineraloge                                                                    | 74    |       |
| 28. August | Denis Lyons                                         | irischer römisch-katholischer Geistlicher und ernannter Apostolischer Vikar von Nova Scotia | 33    |       |
| 29. August | Martin Boos                                         | römisch-katholischer Pfarrer und Theologie-Professor                                        | 62    |       |
| 29. August | Johann Conrad Wilhelm Petiscus                      | deutscher Geistlicher, Musikschriftsteller, Musiker und Schriftsteller                      | 61    |       |
| 30. August | Johann Aloys Josef von Hügel                        | Diplomat, Staatsmann und kaiserlicher Konkommissarius                                       | 71    |       |
| 30. August | Heinrich XV. Reuß zu Greiz                          | Fürst Reuß zu Greiz                                                                         | 74    |       |
| 31. August | Hosea Moffitt                                       | US-amerikanischer Jurist und Politiker                                                      | 67    |       |

## September
| Tag           | Name                                  | Beruf, bekannt als                                                               | Alter | Beleg |
| ------------- | ------------------------------------- | -------------------------------------------------------------------------------- | ----- | ----- |
| 2. September  | Gottfried Tauber                      | deutscher Instrumentenhändler und Optiker                                        | 59    |       |
| 7. September  | Heinrich Wilhelm Friedrich von Kleist | preußischer Richter                                                              | 74    |       |
| 9. September  | Rudolf Eickemeyer                     | Universitätsdozent, Offizier und Politiker in Mainz und Rheinhessen              | 72    |       |
| 9. September  | Joseph Maria Piautatz                 | preußischer und westphälischer Verwaltungsbeamter                                | 51    |       |
| 11. September | Christian Jakob Salice-Contessa       | schlesischer Großkaufmann, Kommunalpolitiker und romantischer Schriftsteller     | 57    |       |
| 12. September | Johannes Andersen                     | grönländischer Bauer                                                             | 65    |       |
| 13. September | Luigi Bassi                           | italienischer Opernsänger                                                        | 59    |       |
| 14. September | Christoph Friedrich Leers             | Stifter des Leer’schen Waisenhausen samt Bibliothek, Magistratsrat und Fabrikant | 56    |       |
| 15. September | Manuel Abad y Queipo                  | spanischer Kirchenrechtler und Bischof                                           | 74    |       |
| 16. September | Franciszek Karpiński                  | polnischer Schriftsteller                                                        | 83    |       |
| 17. September | Christian Benjamin Klein              | deutscher Organist und Kantor                                                    | 71    |       |
| 17. September | Jaime Creus y Martí                   | Erzbischof von Tarragona und spanischer Politiker                                | 65    |       |
| 18. September | Gotthard Kuglmayr                     | salzburgischer Geistlicher                                                       | 71    |       |
| 21. September | Gerhard Mauritz von Schlaun           | Offizier in österreichischen Diensten                                            |       |       |
| 22. September | Daniel Nikolaus Runge                 | deutscher Schiffsreeder und Kaufmann                                             | 87    |       |
| 23. September | Adalbert Hahn                         | Kaplan in Platten                                                                | 75    |       |
| 23. September | Pedro Marieluz Garcés                 | katholischer Priester, Ordensmann und Märtyrer                                   |       |       |
| 24. September | Aaron Lyle                            | US-amerikanischer Politiker                                                      | 65    |       |
| 24. September | Peter Paul Dobree                     | britischer Altphilologe                                                          | 43    |       |
| 26. September | José Bernardo de Tagle Portocarrero   | Präsident von Peru                                                               | 46    |       |
| 28. September | Barbara Krafft                        | österreichische Malerin                                                          | 61    |       |
| 29. September | Daniel Shays                          | US-amerikanischer Soldat, Revolutionär und Farmer                                |       |       |
| 29. September | Balzer Peter von Vahl                 | deutscher Kaufmann und Kommerzienrat in Greifswald                               | 69    |       |

## Oktober
| Tag         | Name                                 | Beruf, bekannt als                                                                                   | Alter | Beleg |
| ----------- | ------------------------------------ | --- | ----- | ----- |
| 4. Oktober  | Karl Ludwig Dietrich von Gemmingen   | württembergischer Kammerherr und Regierungsdirektor des Schwarzwaldkreises                           | 53    |       |
| 6. Oktober  | Bernard Germain Lacépède             | französischer Naturforscher, Opernkomponist und erster Großkanzler der Ehrenlegion                   | 68    |       |
| 7. Oktober  | Johann Baptist Moralt                | deutscher Musiker und Komponist                                                                      | 48    |       |
| 8. Oktober  | Mathias Martin                       | deutscher Orgelbauer                                                                                 | 60    |       |
| 8. Oktober  | Bernhard Nathanael Gottlob Schreger  | deutscher Arzt, Chirurg und Hochschullehrer                                                          | 59    |       |
| 10. Oktober | Heinrich von Borcke                  | bergischer und preußischer Beamter                                                                   | 49    |       |
| 10. Oktober | Dmitri Stepanowitsch Bortnjanski     | ukrainischer Komponist                                                                               |       |       |
| 11. Oktober | Julius Georg Paul du Roi             | deutscher Jurist und braunschweigischer Rat                                                          | 71    |       |
| 12. Oktober | Franz Joseph Müller von Reichenstein | österreichischer Naturwissenschaftler und Entdecker des Elementes Tellur                             |       |       |
| 13. Oktober | Maximilian I. Joseph                 | König von Bayern                                                                                     | 69    |       |
| 14. Oktober | Georg Christian Knapp                | evangelischer Theologe                                                                               | 72    |       |
| 15. Oktober | Thomas Vogt                          | deutscher Geistlicher, theologischer Schriftsteller, Direktor am bischöflichen Seminar in Rottenburg | 58    |       |
| 17. Oktober | Peter von Winter                     | deutscher Komponist klassischer Musik                                                                |       |       |
| 18. Oktober | Sixtus Bachmann                      | deutscher Organist, Komponist und Ordensgeistlicher                                                  | 71    |       |
| 19. Oktober | Conrad Döhne                         | deutscher Stadtschreiber und Politiker                                                               | 42    |       |
| 20. Oktober | Girolamo Lucchesini                  | italienischer Kammerherr, Schriftsteller und Bibliothekar                                            | 74    |       |
| 21. Oktober | Friedrich Theodor von Schubert       | deutscher Astronom                                                                                   | 66    |       |
| 25. Oktober | Jacques Necker-de Saussure           | Genfer Botaniker, Hauptmann und Politiker                                                            | 57    |       |
| 28. Oktober | Karl Ambros Glutz-Rüchti             | Schweizer Geistlicher                                                                                | 77    |       |
| 28. Oktober | Mathias Metternich                   | Mainzer Jakobiner, Mathematiker, Universitätsprofessor, Politiker, Publizist                         | 78    |       |

## November
| Tag          | Name                                | Beruf, bekannt als                                                                        | Alter | Beleg |
| ------------ | ----------------------------------- | ----------------------------------------------------------------------------------------- | ----- | ----- |
| 1. November  | Hans Christoph Ernst von Kalckreuth | königlich preußischer Generalmajor und zuletzt Kommandeur des Infanterie-Regiments Nr. 32 | 84    |       |
| 2. November  | Gabriel Gaspard Bernon              | französischer General der Kavallerie                                                      | 45    |       |
| 3. November  | William Gray                        | Kaufmann und Reeder                                                                       | 75    |       |
| 6. November  | Friedrich von Eyben                 | deutscher Jurist und Diplomat in dänischen Diensten                                       | 55    |       |
| 7. November  | Charlotte Dacre                     | britische Schriftstellerin                                                                |       |       |
| 7. November  | Solomon P. Sharp                    | US-amerikanischer Politiker                                                               | 38    |       |
| 8. November  | Friedrich Julius von Kniestedt      | deutscher Jurist und Gutsbesitzer                                                         | 59    |       |
| 9. November  | Friedrich Hellwig                   | deutscher Sänger, Schauspieler und Regisseur                                              | 43    |       |
| 10. November | Thomas Macdonough                   | US-amerikanischer Marineoffizier                                                          | 41    |       |
| 10. November | Joseph Mattersberger                | österreichischer Bildhauer                                                                | 73    |       |
| 11. November | Adolf Felix Heinrich Posse          | deutscher Rechtswissenschaftler                                                           | 65    |       |
| 12. November | Louis-Marie-Charles Mercier Dupaty  | französischer Bildhauer                                                                   | 54    |       |
| 12. November | Carl Leberecht Meßow                | deutscher evangelischer Geistlicher                                                       | 66    |       |
| 13. November | Christian Hohnbaum                  | Dichter geistlicher Lieder und Mitherausgeber der Hildburghäuser Dorfzeitung              | 78    |       |
| 14. November | Jean Paul                           | deutscher Schriftsteller                                                                  | 62    |       |
| 14. November | Georg Albrecht Jhering              | Sekretär der Ostfriesischen Landschaft, zweiter Direktor der Mühlenbrandsozietät          | 46    |       |
| 14. November | Siegmund Wilhelm Spitzner           | deutscher evangelischer Theologe und Jurist                                               | 61    |       |
| 15. November | Johann Anton Brunswick              | deutscher Kaufmann und Abgeordneter                                                       |       |       |
| 17. November | Daniel Berger                       | deutscher Kupferstecher und Professor                                                     | 81    |       |
| 17. November | Walter Leake                        | US-amerikanischer Senator und Gouverneur von Mississippi                                  | 63    |       |
| 17. November | Johann Gottfried Steinhäuser        | deutscher Physiker, Mathematiker, Montanist und Jurist                                    | 57    |       |
| 18. November | Johann Arnold Mathy                 | pfälzischer Theologe und Professor für Mathematik am Lyzeum in Mannheim                   | 70    |       |
| 19. November | Maria Fortunate Grotta              | niederländische Schauspielerin                                                            |       |       |
| 19. November | Jan Václav Voříšek                  | tschechischer Komponist                                                                   | 34    |       |
| 22. November | James Pindall                       | US-amerikanischer Politiker                                                               |       |       |
| 24. November | Karl Friedrich Hensler              | österreichischer Theaterdirektor und Theater-Schriftsteller                               | 66    |       |
| 24. November | Friedrich Bernhard von Wickede      | deutscher Pädagoge und Silhouettenschneider                                               | 76    |       |
| 28. November | Maximilien Foy                      | französischer General und Staatsmann                                                      | 50    |       |
| 29. November | Georg Friedrich Karl Günther        | deutscher Pädagoge                                                                        | 38    |       |
| 29. November | William Hull                        | US-amerikanischer Politiker und Offizier                                                  | 72    |       |
| 30. November | Georg von Habermann                 | bayerischer Generalmajor                                                                  | 59    |       |

## Dezember
| Tag          | Name                                 | Beruf, bekannt als                                                                                       | Alter | Beleg |
| ------------ | ------------------------------------ | --- | ----- | ----- |
| 1. Dezember  | Alexander I.                         | russischer Zar                                                                                           | 47    |       |
| 1. Dezember  | Elisabeth Kulmann                    | deutsch-russische Dichterin                                                                              | 17    |       |
| 4. Dezember  | Wilhelm Gotthold Thermann            | Oberhofgerichtsrat und Rittergutsbesitzer                                                                | 63    |       |
| 5. Dezember  | Antoine-Alexandre Barbier            | französischer Priester, Bibliothekar und Bibliograph                                                     | 60    |       |
| 6. Dezember  | Hinrich Dultz                        | deutscher Reeder und Kaufmann                                                                            | 90    |       |
| 7. Dezember  | James Johnson                        | US-amerikanischer Politiker                                                                              |       |       |
| 10. Dezember | Luigi Ercolani                       | römisch-katholischer Kardinal                                                                            | 67    |       |
| 11. Dezember | Flórián Kovács                       | Bischof der römisch-katholischen Kirche von Satu Mare (Sathmar)                                          | 71    |       |
| 14. Dezember | Mattheus Rodde                       | Kaufmann und Bürgermeister der Hansestadt Lübeck                                                         |       |       |
| 15. Dezember | Trudpert Neugart                     | deutscher Philosoph, Theologe und Orientalist, Hofkaplan des Fürstabts Martin Gerbert und Stiftsarchivar | 83    |       |
| 17. Dezember | John Love                            | schottischer Theologe                                                                                    | 68    |       |
| 18. Dezember | Christian August Semler              | deutscher gelehrter Schriftsteller                                                                       | 58    |       |
| 19. Dezember | Franz Wenzel von Kaunitz-Rietberg    | österreichischer General und Landkomtur des Deutschen Ordens                                             | 83    |       |
| 22. Dezember | Ludwig Anton Haßler                  | deutscher katholischer Theologe                                                                          | 70    |       |
| 25. Dezember | Friedrich Heinrich von der Leyen     | deutscher Unternehmer und Bürgermeister von Krefeld                                                      | 56    |       |
| 26. Dezember | Friedrich Johann Christoph Cleemann  | deutscher evangelischer Geistlicher und Privatgelehrter                                                  | 54    |       |
| 27. Dezember | Michail Andrejewitsch Miloradowitsch | russischer General                                                                                       | 54    |       |
| 28. Dezember | Jean-Denis Barbié du Bocage          | französischer Geograph und Kartograph                                                                    | 65    |       |
| 28. Dezember | Ludwig Niklaus von Stürler           | bernischer Bauamtsschreiber und Offizier in Russland                                                     | 41    |       |
| 28. Dezember | James Wilkinson                      | US-amerikanischer General                                                                                | 68    |       |
| 29. Dezember | Giuseppe Cambini                     | italienischer Komponist und Violinist                                                                    |       |       |
| 29. Dezember | Jacques-Louis David                  | französischer Maler                                                                                      | 77    |       |
| 29. Dezember | Franz Freindaller                    | Geistlicher, Theologe und Schriftsteller                                                                 |       |       |
| 29. Dezember | Lewis R. Morris                      | US-amerikanischer Politiker                                                                              | 65    |       |
| 30. Dezember | Wilhelm Rehbein                      | deutscher Arzt                                                                                           |       |       |
| Dezember     | Carl Heinrich Albrecht von Knoblauch | deutscher Orgelbauer                                                                                     | ≈44   |       |

## Datum unbekannt
| Tag | Name                                          | Beruf, bekannt als                                                                         | Alter | Beleg |
| --- | --------------------------------------------- | ------------------------------------------------------------------------------------------ | ----- | ----- |
|     | Giovanni Bausan                               | Marineoffizier und Politiker des Königreiches Neapel                                       |       |       |
|     | Marie-Geneviève Bouliar                       | französische Malerin des Klassizismus                                                      |       |       |
|     | Jacob Courtain                                | deutscher Orgelbauer                                                                       |       |       |
|     | Hadži Prodan Gligorijević                     | serbischer Fürst und Militärperson                                                         |       |       |
|     | Gottfried Ernst Groddeck                      | deutscher Altphilologe                                                                     |       |       |
|     | Abraham Jehoschua Heschel                     | Rabbiner und chassidischer Zaddik                                                          |       |       |
|     | Maximin Isnard                                | Politiker in der Französischen Revolution                                                  |       |       |
|     | Christoph Heinrich Kniep                      | deutscher Porträt-, Veduten- und Landschaftszeichner                                       |       |       |
|     | Georg Matthias von König                      | bayerischer Großhändler und Ratsherr in Kempten                                            |       |       |
|     | Jean Laffite                                  | französischer Freibeuter                                                                   |       |       |
|     | Lallu Lal                                     | Lehrer für Hindi                                                                           |       |       |
|     | Charles-Joseph Mayer                          | französischer Autor und Literat                                                            |       |       |
|     | Pedro Mendinueta y Múzquiz                    | spanischer Offizier und Kolonialverwalter                                                  |       |       |
|     | David-Henri de Meuron                         | Kaufmann, Bankier und Fabrikant                                                            |       |       |
|     | Johann Rudolf Meyer                           | Unternehmer, Naturforscher und Alpinist                                                    |       |       |
|     | William Miller                                | US-amerikanischer Politiker                                                                |       |       |
|     | Armand Marie Jacques de Chastenet de Puységur | französischer Philosoph, Gründer einer eigenständigen Seitenlinie des Mesmerismus          |       |       |
|     | Juan Enrique Rosales                          | Mitglied der ersten chilenischen Regierungsjunta                                           |       |       |
|     | Tekle Giyorgis I.                             | Negus Negest (Kaiser) von Äthiopien (1779–1800, mit 4 Unterbrechungen)                     |       |       |
|     | Kostandis Trikoupis                           | griechischer Soldat, Teilnehmer am Griechischen Unabhängigkeitskrieg von (1821–1829)       |       |       |
|     | Iwan Varvakis                                 | russischer Adliger griechischer Abstammung, aktiver Teilnehmer der Griechischen Revolution |       |       |
|     | Josep Vinyals i Galí                          | katalanischer Komponist, Organist und Instrumentalist                                      |       |       |